# Беджан Матур
Беджан Матур (тур. Bejan Matur; нар. 14 вересня 1968, Кахраманмараш) — турецька поетеса.

## Життєпис
Походить з родини курдів-алевітів, вдома говорили курдською. Вчилася тюрською мовою: закінчила ліцей-інтернат у Газіантепі, потім — юридичний факультет університету Анкари, але за фахом майже не працювала. Ще студенткою почала публікувати вірші в журналах, першу поетичну книгу опублікувала в 1996, пише турецькою. Регулярно друкує статті в популярній газеті Заман та її англомовному варіанті Заман сьогодні. Веде на телебаченні програму ATLAS. Багато подорожує. Проживає в Стамбулі.

## Книги
- Вітер, що виє в будинках/ Rüzgâr Dolu Konaklar (1996, нім. пер. 2006, кіт. пер. 2011)
- В Його пустелі/ Onun Çölünde (2002, каталан. пер. 2012)
- Ayın Büyüttüğü Oğullar (2002, перевид. 2011)
- In the Temple of a Patient God (2003, вибране у перекладі на англійську)
- Ibrahim'in Beni Terk Etmesi (2008, на англ. мов. 2012)
- Брама Сходу: Діярбакир/ Doğunun Kapısı: Diyarbakır (2009, з фотографіями)
- Море долі/ Kader Denizi (2010)
- Dağın Ardına Bakmak (2011, книга нарисів та інтерв'ю про турецько-курдський конфлікт)

## Визнання
Лауреат кількох національних премій. Вірші перекладені на 17 мов, включаючи китайську.